# 七件善事
《七件善事》（義大利語：Sette opere di Misericordia）是一幅意大利画家卡拉瓦乔的油画，大约作于1607年，收藏在那不勒斯的仁慈山教堂（Pio Monte della Misericordia）。原计划有七个独立的画面，但是后来卡拉瓦乔将七件善事结合在一个画面中，成为他最大的杰作。
七件善事
- 埋葬死者：在背景中可见两个男人抬着一个亡者
- 帮教囚犯以及施食于饥者：在右侧，一位女儿探视入狱的父亲，喂奶给他。
- 给陌生人住宿：一位朝圣者（左三戴帽者）向左侧的店主寻求住处
- 照顾病人以及施衣于裸者：圣马丁（左四）照顾倒在地上的残疾的乞丐，撕下自己的长袍，分一半给他。
- 施饮于渴者：参孙（左二）用驴腮骨喝水

在画面中心的天使传输着恩典，激励人类要怜悯。